# Występy uliczne

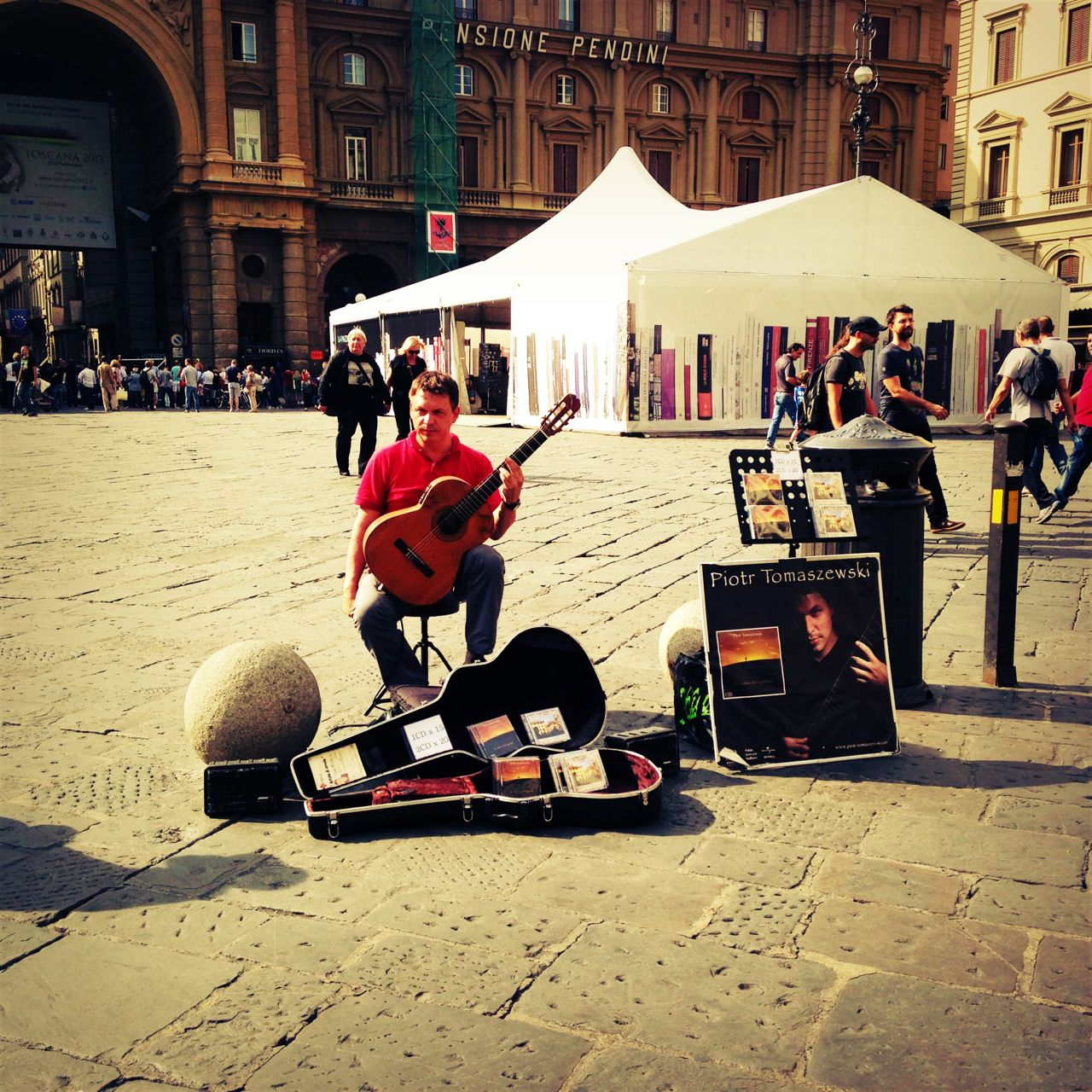
Piotr Tomaszewski we Florencji

Występy uliczne, pot. z ang. busking – występy różnego rodzaju artystów (busker): kuglarzy, grajków, aktorów, klaunów, muzyków, brzuchomówców, kataryniarzy, tancerzy, żonglerów, iluzjonistów itd. Występy są zwykle połączone ze zbieraniem datków od przechodniów.

## Busking w Polsce
Co roku w Lublinie odbywa się Carnaval Sztukmistrzów. Najstarszym interdyscyplinarnym festiwalem ulicznym w Polsce jest organizowany od 1997 r. Międzynarodowy Festiwal Sztuki Ulicznej BuskerBus, który odbywa się zazwyczaj w 3–4 miastach w Polsce, m.in. we Wrocławiu, w Krotoszynie i w Zielonej Górze.
Co roku w lipcu w Bydgoszczy odbywa się natomiast Bydgoszcz Buskers Festiwal – Międzynarodowe Spotkania Artystów Ulicznych, podczas którego sztukę uliczną prezentuje międzynarodowa społeczność wędrownych artystów. Od 2008 r. w imprezie brało udział kilkudziesięciu buskerów polskich i zagranicznych z wielu kontynentów (Europa, Azja, Ameryka Północna, Ameryka Południowa, Australia).

### Artyści
- Gienek Loska

## Festiwale
- Ferrara Buskers Festival[5]

## Popularne miejsca
- Grafton Street, Dublin
- Londyn[6]
  - wybrane stacje metra w Londynie[7]
- Harvard Square, Cambridge (Massachusetts), występowała tam Tracy Chapman w 1985[8] i przemawiał Brother Blue z żoną Ruth, upamiętnieni tablicą[9]